# Sevilla Atlético
Sevilla Atlético Club – drugi zespół hiszpańskiego klubu piłkarskiego Sevilla FC, grający w Segunda División B, mający siedzibę w mieście Sewilla.

## Historyczne nazwy
- 1958–1960 – Club Depotivo Puerto
- 1960–1991 – Sevilla Atlético Club
- 1991–2006 – Sevilla Fútbol Club B
- 2006–teraz – Sevilla Atlético Club

## Stadion
Domowe mecze klub rozgrywa na stadionie o nazwie Estadio Jesús Navas, który może pomieścić 7000 widzów.

## Sezony
| Sezon   | Liga    | Miejsce |
| ------- | ------- | ------- |
| 1958/59 | 3ª      | 4.      |
| 1959/60 | 3ª      | 2.      |
| 1960/61 | 3ª      | 1.      |
| 1961/62 | 3ª      | 1.      |
| 1962/63 | 2ª      | 15.     |
| 1963/64 | 3ª      | 7.      |
| 1964/65 | 3ª      | 5.      |
| 1965/66 | 3ª      | 2.      |
| 1966/67 | 3ª      | 3.      |
| 1967/68 | 3ª      | 2.      |
| 1968/69 | 3ª      | 5.      |
| 1969/70 | 3ª      | 5.      |
| 1970/71 | 3ª      | 5.      |
| 1971/72 | 3ª      | 12.     |
| 1972/73 | 3ª      | 20.     |
| 1973/74 | 1ª Reg. | 3.      |
| 1974/75 | 1ª Reg. | 2.      |
| 1975/76 | 1ª Reg. | 2.      |
| 1976/77 | 3ª      | 10.     |
| 1977/78 | 2ªB     | 13.     |
| 1978/79 | 2ªB     | 6.      |
| 1979/80 | 2ªB     | 18.     |
| 1980/81 | 3ª      | 1.      |
| 1981/82 | 3ª      | 3.      |
| 1982/83 | 3ª      | 1.      |
| 1983/84 | 3ª      | 1.      |
| 1984/85 | 3ª      | 3.      |
| 1985/86 | 3ª      | 1.      |
| 1986/87 | 3ª      | 1.      |
| 1987/88 | 2ªB     | 12.     |
| 1988/89 | 2ªB     | 2.      |
| 1989/90 | 2ªB     | 3.      |

| Sezon   | Liga | Miejsce |
| ------- | ---- | ------- |
| 1990/91 | 2ªB  | 18.     |
| 1991/92 | 3ª   | 1.      |
| 1992/93 | 2ªB  | 7.      |
| 1993/94 | 2ªB  | 14.     |
| 1994/95 | 2ªB  | 7.      |
| 1995/96 | 2ªB  | 7.      |
| 1996/97 | 2ªB  | 9.      |
| 1997/98 | 2ªB  | 11.     |
| 1998/99 | 2ªB  | 2.      |
| 1999/00 | 2ªB  | 19.     |
| 2000/01 | 3ª   | 1.      |
| 2001/02 | 2ªB  | 11.     |
| 2002/03 | 2ªB  | 10.     |
| 2003/04 | 2ªB  | 3.      |
| 2004/05 | 2ªB  | 1.      |
| 2005/06 | 2ªB  | 3.      |
| 2006/07 | 2ªB  | 1.      |
| 2007/08 | 2ª   | 9.      |
| 2008/09 | 2ª   | 22.     |
| 2009/10 | 2ªB  | 15.     |
| 2010/11 | 2ªB  | 2.      |
| 2011/12 | 2ªB  | 10.     |
| 2012/13 | 2ªB  | 14.     |
| 2013/14 | 2ªB  | 14.     |
| 2014/15 | 2ªB  | 14.     |
| 2015/16 | 2ªB  | 13.     |
| 2016/17 | 2ª   | 13.     |
| 2017/18 | 2ª   | 22.     |
| 2018/19 | 2ªB  | 10.     |
| 2019/20 | 2ªB  | 9.      |
| 2020/21 | 2ªB  | 4./1.   |

- 3 sezony w Segunda División
- 28  sezonów w Segunda División B
- 24 sezony w Tercera División
- 3 sezony w Categorías Regionales

## Skład na sezon 2022/2023
| Nr | Poz. | Piłkarz            |
| -- | ---- | ------------------ |
| 2  | OB   | Valentino Fattore  |
| 3  | OB   | Lluís Aspar        |
| 4  | OB   | José Ángel Carmona |
| 5  | OB   | Baron Kibamba      |
| 6  | OB   | Juanmi García      |
| 7  | PO   | Nacho Quintana     |
| 8  | PO   | Adri Peral         |
| 10 | NA   | Carlos Álvarez     |
| 11 | NA   | Isaac Romero       |
| 14 | PO   | Pedro Ortiz        |
| 17 | NA   | Luismi Cruz        |
| 18 | OB   | Pablo Pérez        |
| 20 | OB   | Ismael Armenteros  |

| Nr | Poz. | Piłkarz         |
| -- | ---- | --------------- |
| 21 | PO   | Xavi Sintes     |
| 22 | PO   | Lulo Dasilva    |
| 23 | OB   | Juan María      |
| 24 | BR   | Adrián González |
| 25 | BR   | Alberto Flores  |
| 26 | PO   | Nenad Daračan   |
| 27 | PO   | Jaime López     |
| 28 | OB   | Kike Salas      |
| 29 | OB   | Marcos Otero    |
| 30 | PO   | Manuel Bueno    |
| 31 | NA   | Capi            |
| 32 | NA   | Antonio Arcos   |
| 43 | NA   | Musa Drammeh    |